# Michael Gottlieb Birckner
Michael Gottlieb Birckner (født 21. august 1756 i København, død 1. december 1798) var en dansk præst, forfatter og trykkefrihedsforkæmper.

## Uddannelse og karriere
3 år gammel mistede Michael Gottlieb Birckner sin moder, Anna Marie (født Wiborg), og et halvt år senere faderen, murmester Johan Michael Birckner. Stadens bedemand, Adolph Reersløv, tog sig imidlertid med faderlig omhu af den forældreløse dreng, og ved hans hjælp blev Birckner student i året 1772. Efter at have taget den filosofiske eksamen måtte han ernære sig ved at give undervisning, og derfor trak det i langdrag med embedsprøven, som han først underkastede sig 1784. De mange år, der var gået hen siden studentereksamen, havde han imidlertid også brugt til filosofiske og filologiske studier, og han havde navnlig bragt det vidt i de levende sprog. De samtidige fandt, at han talte tysk som en indfødt, og at han skrev "meget nydelige" engelske vers i deres stambøger. Efter embedseksamen var det hans ønske at få et præstekald, men da han havde "Modbydelighed for de stores Forgemakker", varede det en stund, inden dette ønske blev opfyldt. Først 1790 blev han udnævnt til residerende kapellan ved St. Laurentius' tyske menighed på Før - et kald, som ingen andre søgte.

## Indflydelsen fra Kant
Inden Birckner forlod hovedstaden, var han bleven en tilhænger af den Kantiske filosofi, som på den tid gjorde mange erobringer også i Danmark. "De franske Sydvestvinde" var, som Knud Lyne Rahbek siger, blevet afløste af "Sydosten fra Kønigsberg"; på Birckner mærkede man, at han havde været udsat for vindstød fra begge hjørner. Han var en fuldblods rationalist, der var kommet ud over alle Former af orthodoksi, som han kaldte "Palæologi", og han stræbte ærlig ved fornuftens hjælp at finde den uangribelige kerne i "Jesu Lære". I hans omtale af palæologerne kan man imidlertid af og til støde på skarpe Ord, der minder om revolutionens kirkestorm, og hans rationalisme er lutret og uddybet ved kantisk filosofi. Tidens frihedstanker fandt i ham en retsindig tolk, og ved studiet af Kants skrifter havde han fået en begejstring for sandhed og ret, som aldrig tabte sig.

## Litterære gennembrud
Før han rejste af sted til den fjerne ø, der stod for ham og hans venner som et Sibirien, havde han i Minervas julihæfte for 1790 under mærket "B." skrevet et Svar paa det Spørgsmaal: Skal man undertrykke Adelen? Han svarer bekræftende på spørgsmålet under de to forudsætninger: at adelens fortrin er en uretfærdighed, og at borgeren "uden det heles Skade kan blive alt det, som Adelen nu ene er". Da Birckners forfatterskab til denne artikel blev røbet for Rasmus Nyerup, afslørede han forfatteren i sine Nyeste kiøbenhavnske Efterretninger om lærde Sager, og Birckner mente siden at have grund til at klage over "Adelens Had". Men i udlandet gjorde hans dristige ord stor lykke. En kritiker i Göttingische gelärdes Anzeigen (1792, S. 1899) går endog så vidt, at han regner denne afhandling, der straks blev oversat på tysk, for at være "det grundigste, der maaske nogen Sinde lader sig sige om den Ting".

## Tiden på Før
Opholdet på Før blev ikke så trangt, som Birckner og hans venner havde ventet. Tiden gik godt for ham med studier, venskabelig omgang og bestræbelser for "at danne et ungt Menneske til en nyttig Statsborger"; og når han—hver tredje søndag—prædikede, skulle øens indbyggere efter hans venners sigende have glædet sig over "hans der hidtil ukjendte filosofiske Maade at prædike". Dog følte han hårdt savnet af hovedstadens litterære hjælpemidler, men han havde rigelig tid til at tænke; og det var hans vane først grundig at gennemtænke en sag, før han gennemlæste, hvad andre havde skrevet om den. Han syslede især med problemet om trykkefriheden og dens grænser, som blandt andet P.A. Heibergs domfældelse havde bragt under debat. I sin ensomhed satte han sine tanker om dette vigtige spørgsmaal på papiret, og i marts 1791 indeholdt Minerva den første af hans berømte afhandlinger om trykkefriheden.

## Kapellan i Korsør
Året efter blev han overrasket ved at erfare, at en af hans venner på hans vegne havde søgt kapellaniet i Korsør; og i begyndelsen var han slet ikke tilfreds med omflytningen til den lille sjællandske købstad. Han skulle der, i steden for én gang hver tredje søndag, prædike to gange hver søndag, og alt var dyrt i Korsør. Lidt efter lidt fik han dog et lysere blik på forholdene. Han spiste daglig hos sognepræsten, dr. Frederik Plum, senere biskop på Fyn, og i denne lærde mands hus fandt han jævnbyrdig omgang og fællesskab i åndelige interesser. Hos Plum traf han også Henriette Christine Hornemann, datter af præsten Jacob Hornemann og søster til filosoffen Christian Hornemann, og denne højhjertede og højtbegavede kvinde blev 1795 hans hustru. Med hende førte han et kort, men lykkeligt samliv, der dog hele tiden blev formørket ved hårde ydre tryk.
Rejsen til annekset, der til dels skete ved båd, var ødelæggende for hans helbred, og i løbet af et par år udviklede der sig hos ham en krampagtig hoste og vand i brystet. Indkomsterne var så små, at han ofte led nød, og han mente også at have grund til at klage over forbigåelse, når han søgte forflyttelse. En tid tænkte han derfor endog på at opgive kapellaniet for igen at tjene livets ophold ved undervisning og at lade sin kone hjælpe med til erhvervelsen af det daglige brød ved "at gjøre Fruentimmerarbejde".

## Kampen for trykkefriheden
Men hverken sygdommen eller fattigdommen kunne kue hans kærlighed til friheden og hans mod til at træde i skranken for det, han holdt for sandhed. Da biskop Nicolai Edinger Balle i en skrivelse til kancelliet havde henledet dettes opmærksomhed på Malthe Conrad Bruuns Aristokraternes Catechismus, lod Birckner ham i et lille anonymt skrift i 1796 høre ilde, fordi biskoppen efter hans mening her spillede politimesterens rolle; og senere forsvarede han i et andet flyveskrift sin kritik af Balles "Denunciation". Det var dog kun forpostfægtningen før den store kamp for trykkefriheden, som han førte med åbent visir. Allerede i sin første afhandling om trykkefriheden havde han vist, at der ikke var grund til at glæde sig over, at forfatterne ved Reskriptet af 3. December 1790 var "slupne fra Geniets Gehenna paa Gammeltorv", i det pressesager var blevet taget bort fra politiets Myndighed og henlagte under landets domstole. Der var endnu ingen lovhjemlet trykkefrihed i Danmark, og for den tog han ordet både i sin første afhandling og i sit hovedskrift, Om Trykkefriheden og dens Love, der udkom 1797.
Deri hævder han trykkefrihedens betydning som "et kraftigt Middel til at fremme Almenaand og Fødelandskjærlighed". Han ser også i trykkefriheden "et Middel til at sætte Ideerne i den for Sandhedens Udfindelse saa nødvendige Cirkulation og til at underrette Monarken om Ting, som han ellers evig var bleven uvidende om". Han taler end videre dristige ord om "en Revolution fra oven", når "en ædel og patriotisk Mand, besjælet af Følelse for Menneskeværd og Menneskevel, en Gang opstaar blandt de mægtige og utvungen, blot af Kjærlighed til Borgerfrihed og Menneskeforædling, højmodig opofrer egen Storhed og Vælde". Disse ord have en tydelig adresse; thi bogen er helliget til kronprins Frederik, der "har vist, at han ynder og hædrer Bondens, Negerens, Borgerens og overhovedet Menneskets retmæssige Frihed".
Birckner kræver imidlertid ikke blot frihed til at behandle statens sager; i religionens og religionsfrihedens navn kræver han også trykkefrihed til drøftelsen af alle religiøse spørgsmål. Det hører til "Naturens Gang og Forsynets Plan", mener han, at den religiøse og moralske sandhed udbredes ved gæring; og det ville være spildt umag, om en stat ved forbud og tvangslove ville søge at hindre gæring i religionssager. Dog bør trykkefriheden også have sin grænse. Det må ikke være tilladt direkte at opfordre medborgere til med fysisk magt at kuldkaste eller forandre forfatningen eller til at modsætte sig regeringens og de offentlige autoriteters handlinger; og det bør heller ikke være tilladt at blande sig i nogen privatmands private handlinger eller huslige Liv.

## Modstandere
En så frimodig tale kunne sidst i 1700-tallet være vis paa at finde modsigelse fra mere end én side. Mange mente, at Birckner gik alt for vidt, andre ville ikke anerkende, at trykkefriheden overhovedet burde have grænser. Året efter greb Birckner derfor atter pennen for at værge sit skrift, og i en tredje afhandling, Videre Undersøgelser om Trykkefriheden og dens Love (1798), hævder han sin grundanskuelse over for sine kritikere, især over for professor Johan Frederik Vilhelm Schlegel. Der er i grunden kun ét punkt, på hvilket han giver kritikken ret. "Halvt uvillig" indrømmer han, at skribenter, som ved hjælp af en smudsig fantasi søge at opvække urene lidenskaber hos læserne, bør underkastes en passende straf. Hans "halve Uvillighed" til denne indrømmelse skriver sig fra, at han ser, "hvilken Magt der med det samme bliver indrømmet Dommeren over Geniets Værker overhovedet, og hvor lettelig denne Magt kan misbruges paa barbarisk Maade". "Dog", udbryder han, "fordømt være al Kunst og Skjønhed, naar de endog kunde forlede et eneste Menneske fra Dydens Veje!"

## Død
Kampen for trykkefriheden er Birckners uvisnelige hæderskrans; men denne kamp var ikke vel set i de ledende kredse. Ikke des mindre blev han 28. november 1798 udnævnt til sognepræst i Vemmelev Sogn og Hemmeshøj Sogn, en forflyttelse, som ville have befriet ham fra fattigdommens byrde. Men den kongelige nåde kom for sent; sygdommen havde taget hans sidste kræfter. Allerede 1. december døde han. Først ved hans død gik det op for mange, hvilken plads han havde udfyldt i vor fattige litteratur. Mens hans venner priste hans rene karakter, der ikke kendte til menneskefrygt, indrømmede modstanderne nu, at hans død var "et virkeligt Tab for Litteraturens Hæder, som i ham vilde savne en lærd og selvtænkende Mand". Ved udgivelsen hans samlede skrifter tegnede der sig 2100 subskribenter, og ved hans død blev der sammenskudt 2500 rigsdaler til bedste for hans enke. Hun blev siden Jonas Collins hustru, og den ene af hendes døtre med Birckner blev gift med præsten og salmedigteren Caspar Johannes Boye.
Med støtte fra Collin satte hans enke en mindestøtte af form af en marmor-urne på en sandstenssokkel på hans gravsted bærende inskriptionen "Sandheden tro døde Michael Gottlieb Birckner den 1ste December MDCCIIC". Støtten levede en omskiftelig tilværelse på pladsen foran kirken i Korsør, men kan endnu ses på kirkens nordside. Desuden blev en mindre gade i Korsør i 1898 opkaldt "Birchnersgade" (sic) efter M.G. Birckner.

## Samlede Skrifter
Inden sin død havde Birckner begyndt en udgave af sine skrifter, der skulle omfatte alt, hvad han havde skrevet, med undtagelse af de to småskrifter mod biskop Balle. 3 bind af denne samling fik han selv færdige; det 4. og sidste udkom 1800 ved Anders Sandøe Ørsteds redaktion, indledet med en skildring af hans sidste dage ved provst Frederik Carl Gutfeld. Af disse 4 bind kunne kun undersøgelserne om trykkefriheden endnu gøre regning på at finde læsere. Hans—for øvrigt ikke prisbelønnede—prisafhandling: Hvorfor tale Menneskene i deres Selskaber saa lidet og sjælden om Gud og Religionen? og hans apologi Om den gejstlige Stand har nu kun betydning som bidrag til rationalismens karakteristik.
Afhandlingen om Kristendommens højeste Moralprincip er væsentligst en studie efter Kant, og de kølige udtalelser om Kjærlighed til Fædrelandet viser kun, at Birckner, som andre kantiske rationalister, af "den store, menneskekjærlige Jesus" mente at have lært at sætte borgersind og menneskekærlighed langt over fædrelandskærligheden, der efter hans mening kun skyldes vanens magt og den menneskelige forfængelighed og Egenkærlighed. Mærkeligt er det dog, at Birckner i sit forsvar for kosmopolitismen særlig føler sig kaldet til at advare sine landsmænd imod den "Antigermanisme, der længe nok har skjændet den danske Nations Navn blandt fremmede".

### Fodnoter
1. ↑  Helge Torm, "H.C. Andersen, M.G. Birckner og Korsør – med Henriette Collin den ældre som omdrejningspunkt", s. 27-56 i: Historisk Samfund for Sorø Amt – Årbog 2010, 2010. ISBN 978-87-91311-06-2.